# Provincia di El M'Ghair
La provincia di El M'Ghair (in arabo: ولاية المغير) è una wilaya dell'Algeria situata nel Sahara algerino. È delimitata a nord dalla provincia di Biskra, a est dalla provincia di El Oued, a sud dalle province di Touggourt e Ouargla, a est dalla provincia di Ouled Djellal. Il capoluogo è El M'Ghair.

## Storia
La provincia fu promossa a distretto (daira) nel 1974 e a wilaya delegata, ai sensi della legge n. 15-140, il 27 maggio 2015. Prima del 26 novembre 2019 faceva parte della provincia di El Oued. Nel 2021 il presidente Abdelmadjid Tebboune ha ufficializzato la modifica amministrativa.

## Geografia antropica

### Suddivisioni amministrative
Nella tabella sono riportati i comuni della provincia, suddivisi per distretto di appartenenza:
| Distretto  | Comune                                       |
| ---------- | -------------------------------------------- |
| Djamaa     | Djamaa, M'Rara, Sidi Amrane, Tendla          |
| El M'Ghair | El M'Ghair, Oum Touyour, Sidi Khellil, Still |